# Pendler (Zug)

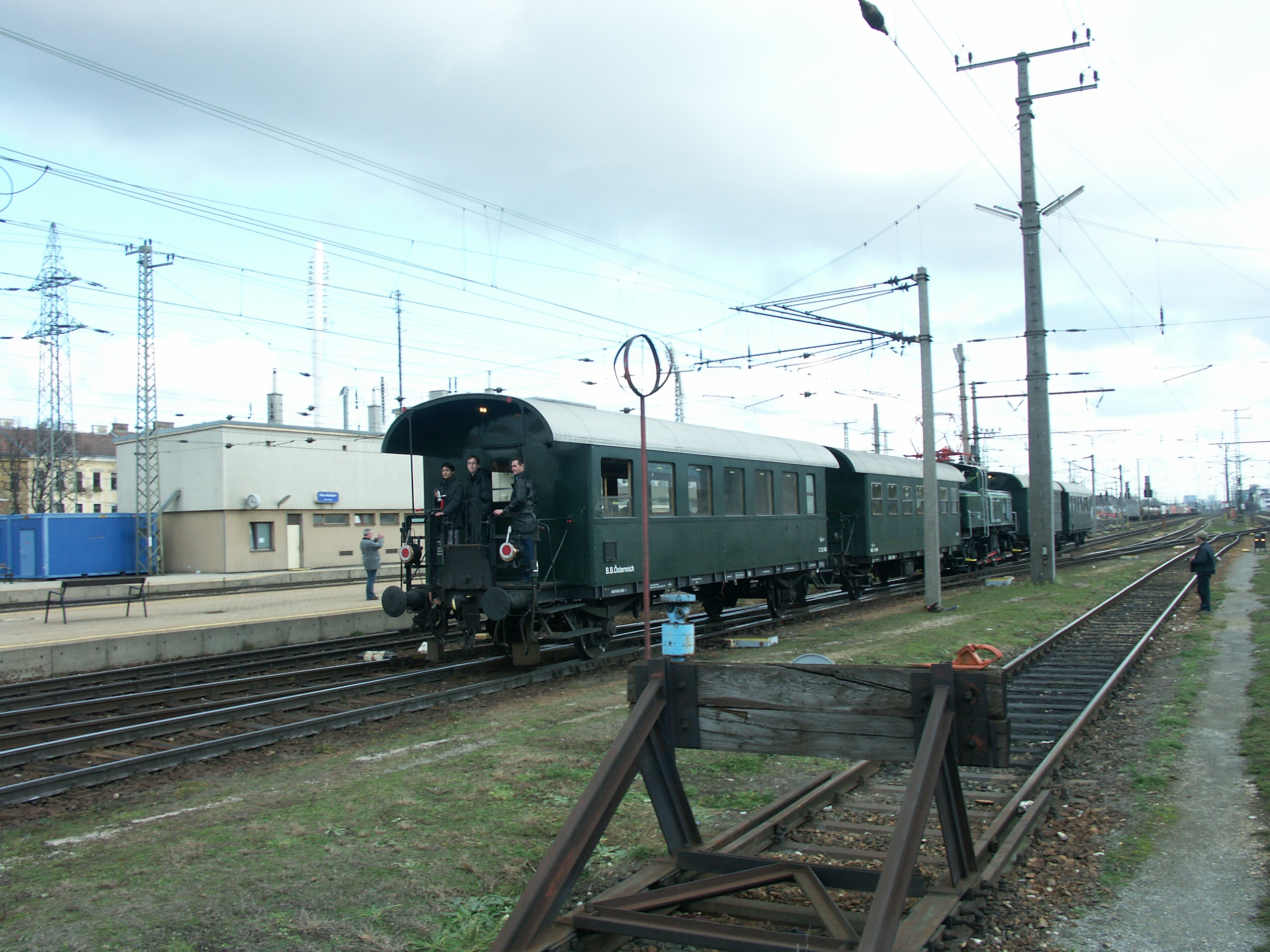
Nachempfundener Pendler mit Wagen der Bauart N28 und einer Elektrolokomotive 1062 (2007)

Der Pendler, offiziell als Kurzzug bezeichnet, war eine österreichische Sonderform des Wendezugs im Nahbereich von Wien und ein Vorgänger der Wiener Schnellbahn.

## Geschichte

Wiener Stadtbahn vor 1925. Die Nahverkehrsgleise zwischen Hütteldorf und Purkersdorf wurden 1908 als Teil der Wiener Stadtbahn errichtet, 1925 aber von dieser abgetrennt.

Nach der Schaffung der Wiener Elektrischen Stadtbahn fielen die vorher bestehenden direkten Verbindungen ins Umland von Wien speziell auf der Westbahn in den Wienerwald weg. Um dem insbesondere an Wochenenden großen Andrang an Ausflüglern zu bewältigen, schufen die BBÖ im Jahr 1927 den sogenannten Purkersdorfer Pendler.
Bei dieser Form des Kurzzuges ist die Lokomotive zwischen zwei oder vier Personenwagen mittig im Zugverband „eingewickelt“. Dies ersparte nach der eher kurzen Wegstrecke das zeitraubende Umspannen der Lokomotive. Alternativ dazu gab es den „halben Pendler“, bei dem zwei Wagen von einer Lokomotive geschoben wurden. Die Zugbeobachtung erfolgte in der Regel durch den Lokomotivführer sowie durch einen hinter der Tür der vordersten Plattform stationierten Zugführer, welcher notfalls das Notbremsventil betätigen konnte. Die Personenwagen wurden nur rudimentär mit Spitzenlichtern bzw. Zugschlusssignalen und notdürftigen Bahnräumern ausgestattet. Die Höchstgeschwindigkeit betrug 40 km/h.
Anfangs fuhren Pendler nur auf der Westbahn zwischen Wien Hütteldorf (Endpunkt der Stadtbahn) und Hadersdorf-Weidlingau bzw. Purkersdorf im Wienerwald (Purkersdorfer Pendler). Aber auch auf der Südbahn bis Leobersdorf wurden solche Züge später in Verkehr gesetzt. Nach dem Zweiten Weltkrieg wurde aufgrund des Erfolges ein gleichartiger, allerdings als Bäderzug bezeichneter Pendler auf der Franz-Josefs-Bahn zwischen Wien FJB und Kritzendorf bzw. St. Andrä-Wördern eingesetzt. Die Pendler verkehrten bis zur Betriebsaufnahme der Nahverkehrstriebwagen Reihe 4030 (1956) auf der Westbahn bzw. dem mit Dieseltriebwagen 5046 geführten Taktverkehr auf der Franz-Josefs-Bahn in den Jahren um 1965.

## Bespannung und Wagensatz
Es kamen stets maximal vier zweiachsige Personenwagen zum Einsatz. Während der Wagensatz der Pendler bzw. der Bäderzüge mit (zu Anfang) 14-fenstrigen ehemaligen Südbahn-Wagen bzw. später N28- und Spantenwagen eher homogen war, zeichnete sich der Lokomotiveneinsatz durch eine bunte Vielfalt aus. Zu Dampflokomotivzeiten waren neben den eher überdimensionierten Lokomotiven der Reihen 52, 77 und den Schnellzuglokomotiven der Reihe 33 vor allem Maschinen der Reihen 75 und 175, 392 und die Dampftriebwagen der Reihe DT (ÖBB-Reihe 3071) im Einsatz. Aber auch Maschinen der Reihen 112, 657 (preuß. G10), 64 und 693 (preuß. T14) wurden in diesen Diensten eingesetzt. Nach der Elektrifizierung der Westbahn kamen vor allem die 1’C1’-Stangenlokomotiven der Reihe 1073 und die Rangierlokomotiven der Reihe 1062 zum Einsatz, mitunter eine 1080. Nach der Verdieselung der FJB bespannten dort die Diesellokomotiven der Reihen 2060 und 2062, seltener auch eine 2050 die dortigen Bäderzüge.

## Kritik
Bereits im Jahr 1929 wurde die Betriebsform des Pendlers als nicht zeitgemäß kritisiert, da Triebwagen für solche Einsätze besser geeignet wären.